# Teorema sugli archi congruenti
Il teorema sugli archi congruenti asserisce che in una circonferenza ad archi congruenti corrispondono angoli al centro congruenti

## Dimostrazione
Prendiamo in considerazione una circonferenza di centro O e due angoli AOB e COD che hanno il vertice in tale centro. I lati di tali angoli intersecano la circonferenza rispettivamente in A, B, C e D.
Con un movimento rigido, in questo caso una rotazione attorno al centro O della circonferenza, si porti a coincidere il punto A con il punto C. Di conseguenza il punto B verrà a coincidere con il punto D, poiché gli archi AB e CD sono congruenti per ipotesi. Dunque, venendo a coincidere i due archi AB e CD verranno a coincidere anche gli angoli al centro corrispondenti AOB e COD.

## Teorema inverso
Vale anche il teorema inverso: in una circonferenza se due angoli al centro sono congruenti lo sono pure gli archi corrispondenti su cui insistono

### Dimostrazione
Prendiamo in considerazione la medesima figura del teorema precedente. Sovrapponendo i due angoli AOB e COD congruenti per ipotesi, essi verranno a coincidere, e con loro anche i due archi AB e CD.